# تری جی. لاندگرن
تری جی. لاندگرن (به انگلیسی: Terry J. Lundgren) (زاده ۱۹۵۲) کارآفرین، بازرگان و مدیر اجرایی آمریکایی است، که در حال حاضر به‌عنوان مدیرعامل و رئیس هیئت مدیره فروشگاه‌های زنجیره‌ای میسیز و شرکت میسیز فعالیت می‌کند. وی از سال ۱۹۸۸ تا ۱۹۹۴ مدیرعامل نیمان مارکوس بود.
لاندگرن در سال ۲۰۰۴ به ریاست میسیز منصوب شد و در سال ۲۰۰۵ تحت مدیریت او میسیز شرکت‌های لرد اند تیلور، فیموس-بار، جونز استور، هکز، استرابریجز، کاوفمنز، مارشال فیدز، رابینسونز-می، میر اند فرانک و ال.اس. ایریس را خریداری و ادغام نمود.
لاندگرن شرکت میسیز را به ۲ بخش بزرگ تقسیم کرد و تمامی نام‌های تجاری و شعبه‌های آنها را در قالب نام تجاری میسیز یکپارچه کرد و تنها شعبه‌های بلومینگدیلز را با فرمت پیشین حفظ نمود. در ماه ژانویه ۲۰۱۳ گروه میسیز با در اختیار داشتن شبکه‌ای از ۸۵۰ فروشگاه، به‌عنوان بزرگترین فروشگاه چندمنظوره ایالات متحده شناخته شد.